# 约鲁巴人
约鲁巴人（又作優魯巴人）是西非主要民族之一，大部分分布在尼日利亚西南部的萨赫勒草原与热带雨林地带。约鲁巴人与东南部的伊博人和北部的豪萨人為尼日利亚的三大主要民族。大多數約魯巴人說約魯巴語，是尼日尔-刚果语系中最多的母語人士。。尼日利亚中部的古代诺克文化繁盛于公元前800年到公元后200年，约鲁巴人可能继承了诺克文化的科技和文化遗产。伊费王国、奥约王国是中世纪约鲁巴人的主要政治中心。约鲁巴人以其青铜器著称，其工艺水准已达到当时世界上的先进水平。
15世纪下半期开始，葡萄牙人开始探索西非沿海一带，并与当地土著民族进行贸易往来。为了在奴隶贸易中获取最大利润，奥约王国与丰人的达荷美王国展开了长期的斗争。达荷美国王阿加达统治期间，达荷美成为奥约的附属国，但仍然保持着独立地位。19世纪，随着富拉尼帝国在西非的扩张，部分约鲁巴人向南迁徙，几内亚湾沿岸的热带雨林以及采采蝇的肆虐阻挡了富拉尼骑兵前进的步伐。

## 民族分布、人口與語言

### 民族分布、人口
約魯巴人主要分布於西非，大約東經2-5度，自西南沿岸至北緯8度，占據了奈及利亞西南部大部分的地區，以及多哥、貝寧、迦納與獅子山共和國。
約魯巴人大多居住於奈及利亞，與伊博人、豪薩人並列為奈及利亞三大民族，分別在西、東、北區佔有主導地位，加起來的人口數超過非洲最多人口的國家的一半。1952年，約魯巴人口為5,248,340人。1990年代初估計在奈及利亞說約魯巴語的人口有2000萬，2008年增長為2800萬，為奈及利亞人口的21%。

### 語言
約魯巴人的母語為約魯巴語，屬於尼日-剛果語系，使用拉丁字母拼寫，並以英語或法語作為第二語言。

## 地理環境

### 地形
約魯巴人的主要居住地帶包含薩赫爾草原與熱帶雨林地區。薩赫爾為乾旱、半乾旱的低高原，地形單調，多為有刺灌木與草本植木的生長地，降雨量稀少且變率大，年降雨量自南至北遞減為600毫米至200毫米。

### 氣候
約魯巴人一般生活在終年高溫多雨、水利豐沛的熱帶雨林氣候區，與氣候炎熱、乾濕季分明的熱帶莽原氣候區。

## 歷史沿革

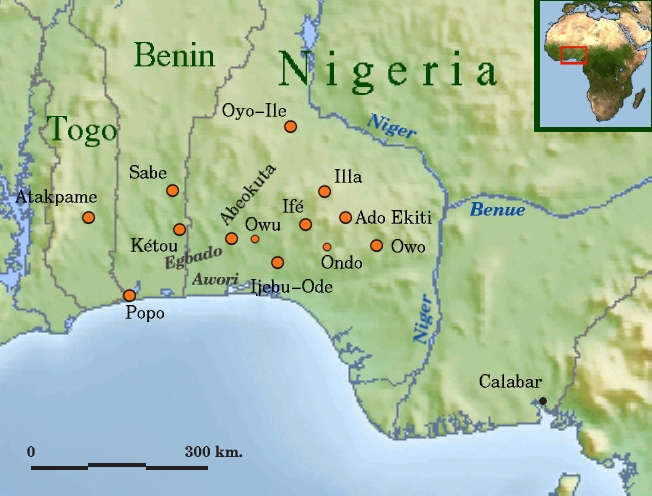
約魯巴的中世紀城市

### 起源神話
約魯巴的文化起源於一位名叫奧杜杜瓦神話人物。根據傳說，他是一個軍隊的領袖，可能是從麥加或蘇丹而來。他統一了許多國家的人民，建立了具有系統的憲法君主制。

### 歷史淵源
截至公元前七世紀，居住在約魯巴地區的非洲人民儘管擁有共同的種族和語言，但他們最初並非被稱作約魯巴人。到公元八世紀，一個強大的約魯巴帝國興起於奈及利亞西南部的城市伊費，成為西非古文明的重要中心之一，是十一世紀以來奈及利亞南部的主要文化力量。
約魯巴人是非洲最都市化的人民之一，在英國殖民統治之前的幾個世紀，約魯巴人已經居住在周圍強大的城邦以及組織結構良好的城市中心內。
在古代，這些城市大部分都是堡壘、高牆和大門。考古學研究結果發現，ioy-Ilé或Katunga是Oyo約魯巴帝國的首都（在公元11至19世紀之間），人口超過10萬人，是當時非洲最大的都市之一。長久以來，伊巴丹是約魯巴主要城市之一，是整個撒哈拉以南最大的城市。目前，拉各斯（約魯巴語：Èkó）也是另一個主要的約魯巴城市，人口超過二千萬，也仍然是非洲最大的城市。
歷史上，大多數的約魯巴國家由奧巴斯（或具有不同個人頭銜的皇家主權國家）和由奧列洛斯組成的理事會控制，公認的皇家、皇室，甚至特殊血統的領導人會通過一系列的方式加入對王國的統治公會和宗教組織。不同的國家在王權和酋長委員會之間所擁有權力的比例不同。有些人，如Oyo，為強大的專制君主，幾乎完全治理國家，而在其他國家，如Ibubu，參議院更具影響力，被稱為Ijebuland的Awujale，王室較受限制。
約魯巴人的定居處通常為主要的一個或多個社會群體，也稱為“世代”：

- “第一代”包括被稱為創始約魯巴王國或州的原始城市的城鎮。
- “第二代”由征服創造的定居點組成。
- “第三代”是由19世紀的相互戰爭後出現的農村和市鎮組成的。

## 社會、家庭與婚姻

### 社會
氏族是構成約魯巴社會的基本單位，內部成員依年齡、性別或成就而有所分級，但從外部角度來看成員皆是平等的。約魯巴屬於父系社會，與氏族內的所有成員皆有親屬關係，即便實際上不清楚真正的血緣關係，但他們相信有歷史久遠的共同祖先。在家譜關係中，兒子屬於父親的氏族，而女兒屬於她丈夫的氏族。在約魯巴家庭中，妻子和子女的地位通常比丈夫自己的直系親屬來得重要。

### 家庭與婚姻
在一夫多妻的約魯巴家庭中，妻子和子女有著自己的房間並共享著財物。隨著年齡的增長，財產權顯得更為重要，孩子們時常因此吵架而不和。當父親過世後，除了沒有孩子的妻子只能獲得名義上的份額，妻子的長子以她所有孩子的名義繼承財產，長子有掌管遺產的權利，但同時也顧及其他人的經濟生活。
婚姻對約魯巴人而言是維持一段關係的工具，將妻子留在丈夫的房子，確保妻子不會和其他男人產生情愫，而婚姻也是保證丈夫不會虐待妻子的契約，因為在法律證明且雙方離婚後，丈夫不會獲得多少錢財。傳統上，女孩在五歲時通常會約定婚約，更早的在出生前就被許配給父親的密友，在二十歲左右時，少女會出嫁，除非男方的父親非常富裕，否則無法提早領走妻子。丈夫與第一任的妻子通常差十到十五歲，而與之後的幾個妻子歲數差異也會增加。

#### 雙胞胎
約魯巴人擁有目前世界最高的雙卵率，平均每一千個新生兒就有45-50對雙胞胎（90-100個雙胞胎嬰兒），
研究顯示可能是因為婦女攝取含有天然植物雌激素的特定山藥，刺激卵巢。雙胞胎對於約魯巴來說非常重要，他們通常會給每個雙胞胎取特別的名字。 第一位出生的雙胞胎傳統上命名為Taiyewo或Tayewo，意思是“第一個到世界的”或“從屬於第二位雙胞胎”，通常簡稱為塔伊沃、泰業或塔耶。Kehinde則是後來出生的雙胞胎的名字。

## 產業與生活

### 農業
約魯巴人從事定居耕農，以及採集農業。主要種植的穀物為澱粉塊莖類、主食木薯、花生、豆類，但在雨林北部地區，為幾內亞玉米（高粱）和蘆葦小米。主要的經濟作物為可可豆、棉花與山藥，近年來也增加了菸草。

### 飼養禽畜與狩獵
約魯巴人將雞、豚鼠、鴿子、鴨和火雞作為家禽；山羊、綿羊、豬、矮牛、馬、狗、貓、兔和豚鼠作為家畜飼養。而除了貓以外，其他家禽和家畜在過去的時代中皆被拿來食用。約魯巴人會在森林和開放的草原上獵捕野生鳥類，河流、潟湖和沿海捕捉魚蝦。專業的獵人和漁民透過市場上的交易再將鮮魚出售，或者在魚類和獵物資源不足的區域放置到乾燥後販售。
而在早期，只有在慶典或特別節日時才會吃肉。和其他非洲地區的人一樣，約魯巴人只在動物死亡或是被犧牲時才吃肉，所以平時能不吃肉就不吃肉，也只有富有的人才能在市場上定期買肉，或者只是為了食用而宰殺家禽家畜。隨著十九世紀戰爭的結束，約魯巴人漸漸能在市場上買牛肉等肉類，可可豆等經濟作物也讓人民有更多的錢購買食物。大多數的約魯巴人從事農業，除此之外的商品幾乎都是專業化生產，如編織、染料、黃銅鑄造、木雕、葫蘆雕刻、珠光加工、皮革加工和陶器。近年來，男人大多負責金屬加工、木工、剪裁、製鞋；女人負責紡紗、編籃和製衣。工藝專業化的結果使每人互相依賴社會，促進內部貿易和城鎮市場的交流，從一大清早，約魯巴女性會在茅草屋中，一邊坐著聊天一邊販賣各種商品，直到晚上九點。在日落前半小時，大人小孩開始湧入市場買賣。而對外貿易包含織布、鹽，與歐洲的沿海貿易涉及奴隸、布、象牙，十九世紀後增加了棕櫚產品。

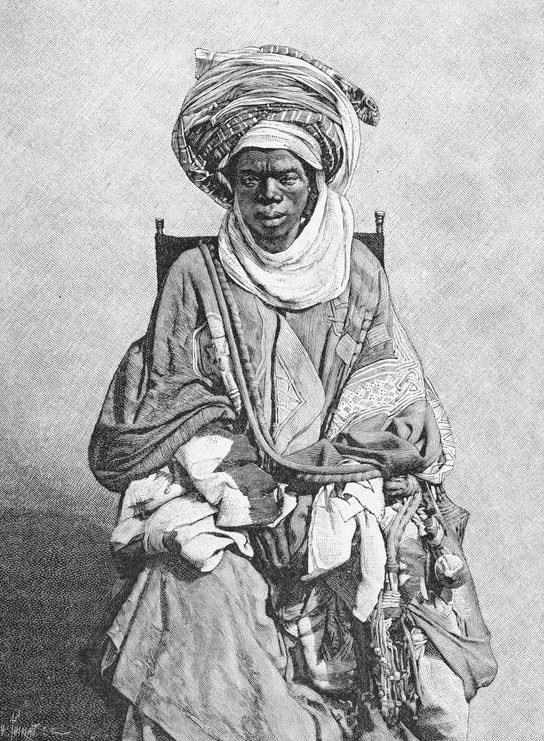
約魯巴的商人

### 飲食習慣
約魯巴人主要吃木薯或山藥，可以做成稀飯或粥，而芋頭在某些熱帶雨林地區比較常被食用，被當地人稱為“可可山藥”，可以被製成麵包或是和香蕉混合食用。約魯巴習慣吃重口味，尤其是撒上胡椒粉，據說是早期葡萄牙貿易商自南美洲引進的。柯拉堅果（Kola nuts）在約魯巴的社會儀式中十分重要，主要用來請客人食用。從國王到奴隸，每個約魯巴人每日都是吃三餐，沒有固定的用餐時間：日出後吃早餐，十二點左右吃午餐，日落了吃晚餐。平常飲用的飲料是水，在內部地區有生產棕櫚酒，非常珍貴稀有。某些約魯巴人為了展現特殊的社會地位，通常會提供客人燉肉和山藥麵包。
在一夫多妻的約魯巴家庭中，妻子有義務記住丈夫喜愛的口味或菜餚，通常妻子們會分開各自做菜，以適應個人的口味。若是未婚男子，則是由母親或姊妹替他做飯。約魯巴男人不自己做飯，若是他沒有善待親屬，他的妻子或親戚可能會拒絕替他做飯，而若是約魯巴男人自己做飯，內心會感到被侮辱，也會被他人嘲笑與八卦。

### 服飾

#### 衣著
約魯巴人對於自己的服飾感到相當自豪，傳統的織物基本上來自加工棉花。他們認為男人所穿的衣服描繪了他的個性和社會地位，不同的場合需要穿著不同的衣服。約魯巴用於製作服裝的材料非常廣泛，最基本的是Aṣo-Oke，這是一種擁有不同圖案和顏色的手工布，可縫製成各種款式，阿索奧克(Aso Oke)根據圖案和著色分為三種主要風格;
- Alaari - 鮮豔紅色的Aṣọ-Oke,
- Sanyan - 棕色或淺棕色的Aṣọ-Oke
- Ẹtu - 深藍色的 Aṣọ-Oke.

其他服裝材料:
- Ofi - 純白色yarned布，用來當作蓋布，可以被縫合和磨損。
- Aran -富人穿戴的絲綢紋理的天鵝絨服裝材料，可縫合到Danṣiki和Kẹmbtexture。
- Adirẹ - 各種圖案和設計的布，由靛藍墨水（Ẹlu或Aro）染色。

褲子像是Kèmbè（三分之一寬鬆的褲子）、Gbáanu、Sóóró（長長的苗條/流線型的褲子）等。
婦女也有不同類型的禮服。最常穿的是Ìó（外衣）和Bùbá（襯衫般的上衣），也有搭配的Gèlè（頭罩），每當穿著Ìró和Bùbá時，都必須戴上。除此之外，他們還有ìborùn（披肩）和Ìpèlé（長的布料，通常掛在左肩上，從身體的後方延伸到前方）。

#### 飾品
約魯巴有很多類型的珠子（Ìlèkè）、手鐲、項鍊（Egbaorùn）、腳鐲（Egbaesè）和手鐲（Egbaowó），男性和女性都會穿戴，特別是酋長、牧師、國王或擁有皇室血統的人。

### 建築
約魯巴人的傳統住屋是個長方形的庭院，由泥磚構成，使用茅草覆蓋，屋頂由棕櫚葉製成，庭院四周由一間間的房間圍繞著，有開放或部分封閉的門廊，內部庭院通常用來烹飪、從事家務、社交。

## 信仰與習俗

### 信仰
約魯巴的信仰俗稱“阿里沙”（Aborisha），通常被視為非洲傳統宗教的主要成分之一。古代約魯巴宗教系統有一個神聖的萬神殿，奧洛倫（Olorun）是約魯巴萬神殿的最高神的表現之一，同時鞏固了廣泛的宗教制度。約魯巴人相信，除了數百個擬人神靈外，宇宙還包含許多其他超自然力量。約魯巴人的宗教非常多元化，基督教在十九世紀中葉從南方引進；伊斯蘭教在十七、十八世紀從北方來。 

### 宗教職業
牧師在前殖民時期發揮了相當大的影響力，主要負責治安，維護和平與和諧，管理戰爭情況，組織廣泛的儀式和節日活動。顯示了約魯巴社會中政治和宗教政權常有許多職責重疊。

## 文學與藝術

### 藝術

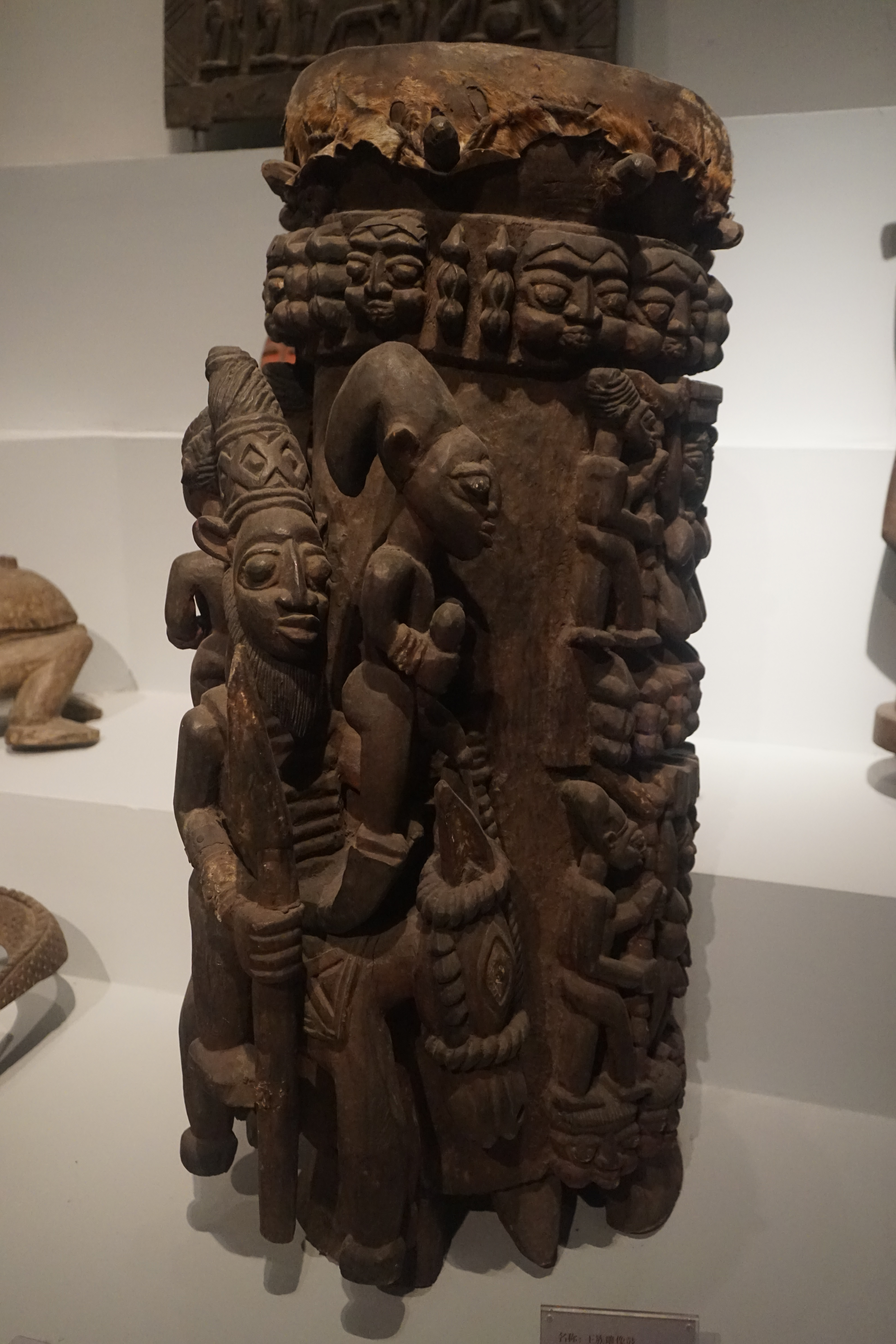
王族雕像鼓，尼日利亚约鲁巴族木雕。

約魯巴的藝術品以在西元1000年至1400年間古典風格雕刻的古老青銅頭和赤土陶器聞名，其他藝術種類包含詩歌、神話、舞蹈、音樂，身體裝飾、編織、染色、刺繡、陶器、葫蘆雕刻、皮革、珠繡、珠寶製作和金屬加工。 

### 音樂
約魯巴的音樂除了影響某些傳統宗教外，也影響到了古巴的音樂，被認為是現代奈及利亞流行中重要的組成部分。而各式各樣的鼓是約魯巴主要的樂器，每個系列中的鼓，有不同的尺寸和作用。在尼日利亞人口最多的城市拉各斯，多元文化和傳統交融，形成今日尼日利亞流行音樂的根源。例如：現代風格的代表富士的哈吉的瓦卡 、 薩拉瓦 和薩卡拉的Yusuf Olatunji 大多即是來自傳統約魯巴音樂。古典作曲家約書亞·佐格韋和阿克因·尤班熱衷民族音樂以及使用約魯巴的音樂元素，在樂壇上有傑出的表現。

### 傳統樂器
- Agbe：打擊樂器的一種。
- Ashiko：錐形鼓。
- Batá drum：[21]裝飾優美的傳統鼓，會發出尖銳的高音。
- Goje：類似戈拉小提琴。
- Sekere：[21] 打擊樂器，有美麗的珠子和貝殼裝飾在葫蘆上面。
- gudugudu：[21] 較小的、製造旋律的樂器。
- Sakara drum：山羊的皮和黏土製作的環構成的樂器。
- Agogô：高音的樂器，類似音叉。
- Saworo：有點像agogo，但音調比較低一些。[22]
- Aro：低音的樂器。
- Seli：常和手掌鼓一起演奏。
- Agidigbo：掛在脖子至胸前的樂器。
- Bembe：低音鼓，也稱水壺鼓。